# Salacia macrantha
Salacia macrantha är en benvedsväxtart som beskrevs av Albert Charles Smith. Salacia macrantha ingår i släktet Salacia och familjen Celastraceae. Inga underarter finns listade.